# Operatie Bunyan
Operatie Bunyan was de codenaam voor een SAS-operatie in de Tweede Wereldoorlog ten westen van Reims, Frankrijk.

## Geschiedenis
Op 3 augustus 1944 werden twintig man van het Belgische SAS-eskadron nabij de rivier de Somme ingezet. De eenheid werd geleid door luitenant Gilbert Sadi Kirschen en had als taak de Duitsers die zich naar de Belgische grens terugtrokken te observeren. Enkele keren kwam het tot een confrontatie, waarbij dertig Duitsers werden gedood en vier SAS-leden werden verwond. 